# الجمعية السعودية للهندسة الكيميائية
الجمعية السعودية للهندسة الكيميائية (بالإنجليزية:Saudi Chemical Engineering Society) هي منظمة علمية هندسية تأسست في عام 2001، وتهتم بتخصص الهندسة الكيميائية ومجالاتها في السعودية، وتمولها جامعة الملك سعود، ويرأس مجلس إدارتها الدكتور إبراهيم بن صالح المعتاز.

## التأسيس
أنشأت الجمعية السعودية للهندسة الكيميائية بقرار مجلس جامعة الملك سعود في جلسته الخامسة في 16 ذو القعدة 1421هـ بناء على توصية المجلس العلمي في الجامعة باجتماعه الثامن في 30 شعبان 1421هـ واستنادا للمادة العشرين من نظام التعليم العالي والجامعات في السعودية.

## نادي الطلبة
أنشئ نادي الهندسة الكيميائية في بداية العام الدراسي 1430هـ 1431هـ كأول نادي طلابي في جامعة الملك سعود، ويقوم بأنشطته طلاب قسم الهندسة الكيميائية.